# Pterygocythereis mucronata
Pterygocythereis mucronata är en kräftdjursart som först beskrevs av Georg Ossian Sars 1866.  Pterygocythereis mucronata ingår i släktet Pterygocythereis och familjen Trachyleberididae. Inga underarter finns listade i Catalogue of Life.